# القوارة (الرجم)

تعديل مصدري - تعديل

القوارة هي إحدى قرى عزلة بني الغذيفي بمديرية الرجم التابعة لمحافظة المحويت، بلغ تعداد سكانها 159 نسمة حسب تعداد اليمن لعام 2004.